# Det var i vår ungdoms fagraste vår
"Det var i vår ungdoms fagraste vår" är en svensk skålvisa som sjungs i dialogform mellan den (eller de) som dricks till och övriga närvarande.

## Historia
Visans äldsta historia är inte känd, men en mycket liknande visa sjöngs under 1700-talet. Den finns med i två handskrivna vissamlingar från 1770-talets Stockholm. De första raderna lyder där:
Det är så roligt i ungdomens år,

att dricka sin granne till, gutår!

Och var och en dricker allt som han vill,

och N.N. dricker N.N. till,

## Visan
Den nutida formen av visan finns belagd från ungefär sekelskiftet 1900, framför allt från studentlivet vid nationer och studentkårer på universitet och högskolor.
Det var i vår ungdoms fagraste vår,

vi drack varandra till och vi sade gutår!

(Och) alla så dricka vi nu N.N. till,

[solo:] (och) N.N. han (hon) säger inte nej därtill.

(För) det var i vår ungdoms fagraste vår,

vi drack varandra till och vi sade gutår!

## Övrigt
Visan användes i en marsch av militärmusikern Axel Jacobsson (1862–1930), som spelades in på en 78-varvare omkring 1908 av Göta livgardes musikkår.
Den sjungs som skålvisa i sex svenska långfilmer inspelade under åren 1937–1953, från Bergslagsfolk till Vingslag i natten.
Melodin, i arrangemang av Göte Wilhelmson (Per Lewin) och med text av Sven Paddock, blev en hit för orkestern Sven-Ingvars på Svensktoppen, där den låg i sammanlagt 12 veckor under perioden 6 mars–1 maj 1965, och toppade även listan.

### Fotnoter
1. ↑  Axel Jacobsson Arkiverad 22 augusti 2014 hämtat från the Wayback Machine. från Militärmusiksamfundet
2. ↑  "En glad trall/Det var i vår ungdoms fagraste vår" i Svensk mediedatabas
3. ↑  "Det var i vår ungdoms fagraste vår" i Svensk Filmdatabas
4. ↑  Sven-Ingvars: "Livet är nu" (samlingsalbum 2005)
5. ↑  Svensktoppen 1965 från Sveriges Radio